# Freakfolk
Freakfolk is een folkgenre dat gekenmerkt wordt door het gebruik van akoestische instrumenten en elementen uit de avant-garde, barok en psychedelische folk. Er worden vaak onconventionele geluiden, thema's en zangstijlen gebruikt.

## Artiesten
Eerste generatie
- Vashti Bunyan
- Holy Modal Rounders
- The Godz
- The Fugs

Tweede generatie
- Faun Fables
- Animal Collective
- Devendra Banhart
- CocoRosie
- Panda Bear
- Joanna Newsom
- Bowerbirds
- Woods
- Greg Weeks
- Akron/Family
- Rio en Medio